# Stachiurowate
Stachiurowate (Stachyuraceae (DC.) Lindl.) – monotypowa rodzina roślin należąca do rzędu Crossosomatales. Obejmuje jeden rodzaj – stachiurek Stachyurus Siebold & Zucc. (1836), do którego należy 8–9 gatunków. Są to krzewy i małe drzewa rosnące na obszarze od Himalajów przez północną część półwyspu Indochińskiego, w Chinach, na wyspach Ogasawara oraz Wyspach Japońskich, po Hokkaido na północy. Rosną w zaroślach, lasach liściastych, rzadko w lasach deszczowych na rzędnych od poziomu morza do ponad 3 tys. m n.p.m. Niektóre gatunki uprawiane są jako ozdobne, zwłaszcza stachiurek wczesny z powodu efektownych, zwisających kwiatostanów rozwijających się wczesną wiosną. 

## Morfologia

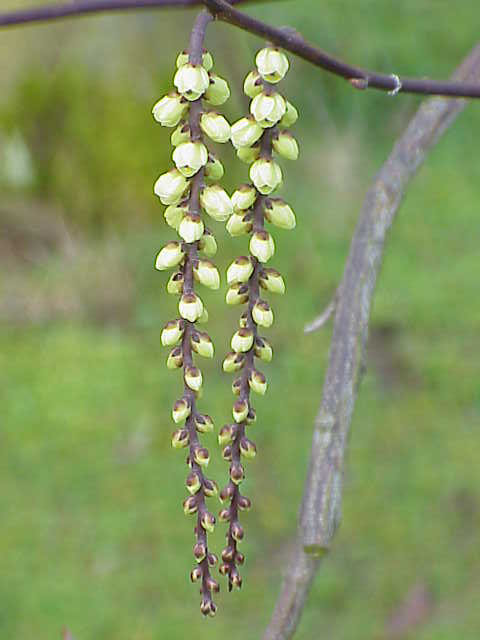
Stachyurus chinensis

PokrójZrzucające liście, rzadziej częściowo zimozielone krzewy i niskie drzewa (do 5 m wysokości), rzadko o pędach pnących. Pędy zwykle sztywne, grube, nagie, rzadko omszone za młodu.
LiściePojedyncze, skrętoległe, z przylistkami odpadającymi, równowąsko-lancetowatymi. Blaszka cienka do skórzastej, na brzegu piłkowana. Kształt od okrągłego (na wierzchołku jednak zaostrzona) do równowąsko-lancetowatego.
KwiatyZebrane w sztywno stojące lub zwisające grona lub kłosy osiągające do 12 cm długości. Formują się one jesienią, kwiaty rozwijają się wczesną wiosną. Kwiaty drobne, siedzące, wsparte są szeroką przysadką. Kwiaty są promieniste i obupłciowe, czasem jednopłciowe (wówczas rośliny dwupienne). Działki kielicha i płatki korony podobne, po cztery, wolne, żółte. Pręcików jest 8, w dwóch okółkach po 4. Zalążnia górna, powstaje z czterech owocolistków i jest czterokomorowa. Krótka szyjka słupka zwieńczona jest główkowatym, czasem czterodzielnym znamieniem.
OwoceSkórzasta jagoda zawierająca liczne drobne nasiona.

## Systematyka
Rodzina jako monotypowa wyróżniana była w różnych systemach klasyfikacyjnych, lecz przez długi czas różni autorzy sytuowali ją w różnych miejscach systemu klasyfikacyjnego. Uznawana była za blisko spokrewnioną z takimi rodzinami jak: aktinidiowate Actinidiaceae, orszelinowate Clethraceae, Flacourtiaceae, oczarowate Hamamelidaceae, herbatowate Theaceae i fiołkowate Violaceae. Ostatecznie jako rodzinę siostrzaną wobec Crossosomataceae wskazały badania molekularne. 
Pozycja systematyczna i podział według Angiosperm Phylogeny Website (aktualizowany system APG IV z 2016)
Rodzina z rzędu Crossosomatales w obrębie kladu różowych roślin okrytonasiennych. Pozycja rodziny w kladogramie rzędu:
|  | Guamatelaceae                                                                      |
|  |                                                                                    |
|  | \| \| Stachyuraceae – stachiurowate \| \| \| \| \| \| Crossosomataceae \| \| \| \| |
|  |                                                                                    |
|  | Stachyuraceae – stachiurowate                                                      |
|  |                                                                                    |
|  | Crossosomataceae                                                                   |
|  |                                                                                    |

|  | Stachyuraceae – stachiurowate |
|  |                               |
|  | Crossosomataceae              |
|  |                               |

|  | Guamatelaceae                                                                      |
|  |                                                                                    |
|  | \| \| Stachyuraceae – stachiurowate \| \| \| \| \| \| Crossosomataceae \| \| \| \| |
|  |                                                                                    |
|  | Stachyuraceae – stachiurowate                                                      |
|  |                                                                                    |
|  | Crossosomataceae                                                                   |
|  |                                                                                    |

|  | Stachyuraceae – stachiurowate |
|  |                               |
|  | Crossosomataceae              |
|  |                               |

|  | Aphloiaceae                                                            |
|  |                                                                        |
|  | \| \| Geissolomataceae \| \| \| \| \| \| Strasburgeriaceae \| \| \| \| |
|  |                                                                        |
|  | Geissolomataceae                                                       |
|  |                                                                        |
|  | Strasburgeriaceae                                                      |
|  |                                                                        |

|  | Geissolomataceae  |
|  |                   |
|  | Strasburgeriaceae |
|  |                   |

|  | Guamatelaceae                                                                      |
|  |                                                                                    |
|  | \| \| Stachyuraceae – stachiurowate \| \| \| \| \| \| Crossosomataceae \| \| \| \| |
|  |                                                                                    |
|  | Stachyuraceae – stachiurowate                                                      |
|  |                                                                                    |
|  | Crossosomataceae                                                                   |
|  |                                                                                    |

|  | Stachyuraceae – stachiurowate |
|  |                               |
|  | Crossosomataceae              |
|  |                               |

|  | Guamatelaceae                                                                      |
|  |                                                                                    |
|  | \| \| Stachyuraceae – stachiurowate \| \| \| \| \| \| Crossosomataceae \| \| \| \| |
|  |                                                                                    |
|  | Stachyuraceae – stachiurowate                                                      |
|  |                                                                                    |
|  | Crossosomataceae                                                                   |
|  |                                                                                    |

|  | Stachyuraceae – stachiurowate |
|  |                               |
|  | Crossosomataceae              |
|  |                               |

|  | Aphloiaceae                                                            |
|  |                                                                        |
|  | \| \| Geissolomataceae \| \| \| \| \| \| Strasburgeriaceae \| \| \| \| |
|  |                                                                        |
|  | Geissolomataceae                                                       |
|  |                                                                        |
|  | Strasburgeriaceae                                                      |
|  |                                                                        |

|  | Geissolomataceae  |
|  |                   |
|  | Strasburgeriaceae |
|  |                   |

Podział rodziny
rodzaj: stachiurek Stachyurus Siebold & Zucc. (1836)
- Stachyurus chinensis Franch.
- Stachyurus cordatulus Merr.
- Stachyurus himalaicus Hook.f. & Thomson ex Benth.
- Stachyurus obovatus (Rehder) Hand.-Mazz.
- Stachyurus praecox Siebold & Zucc. – stachiurek wczesny
- Stachyurus retusus Y.C. Yang
- Stachyurus salicifolius Franch.
- Stachyurus yunnanensis Franch.

## Zastosowanie
Ze względu na atrakcyjne kwitnienie wczesną wiosną szeroko rozpowszechniony w uprawie jest stachiurek wczesny. Ceniona jest też pstrolistna i silniej rosnąca odmiana 'Magpie' gatunku Stachyurus chinensis. Z kolei Stachyurus himalaicus bywa uprawiany z powodu atrakcyjnego (wąskie liście), częściowo zimozielonego ulistnienia. W Polsce uprawiany bywa stachiurek wczesny i S. chinensis.

## Uprawa
WymaganiaKrzewy wymagają gleby żyznej i przepuszczalnej oraz stanowiska ciepłego i osłoniętego. Wrażliwe na mrozy – wymagają okrywania zimą i mogą być uprawiane tylko w łagodnym klimacie, w Polsce w części zachodniej kraju.
RozmnażanieNasiona wysiewa się do skrzynek w szklarniach. Można też ukorzeniać sadzonki zielne pozyskiwane latem z fragmentem dwuletniego pędu. Możliwe jest też ukorzenianie odkładów zalecane do wykonywania w czerwcu. Dla skutecznego ukorzenienia wymagane jest ciepłe i torfiaste podłoże.